# 查爾斯·沙恩納希
查爾斯·沙恩納希，沙恩納希男爵（Charles George Patrick Shaughnessy, 5th Baron Shaughnessy，1955年2月9日—）是英國的一位演員。他出生在倫敦一个贵族家庭，父親是一位編劇。
沙恩納希以他在美国电视剧中的角色而为人所知。他知名的角色包括：《天才保姆》的麥斯維爾·謝菲爾德（Maxwell Sheffield）和《我們的日子》的Shane Donovan。
沙恩納希毕业于伊顿公学，其后在剑桥大学莫德林学院修读法律。1983年，他和美国演员Susan Fallender结婚并育有两名女儿。